# Marumo Gallants Football Club
Il Marumo Gallants Football Club, meglio noto come Marumo Gallants, è una società calcistica sudafricana con sede nella città di Bloemfontein. Milita nella Premier Division, la massima serie del campionato sudafricano.

## Storia
Fondato nel 2021, acquisce il titolo sportivo del Tshakuma Tsha Madzivhandila FC, che consente al club di militare in Premier Division e di partecipare alla Coppa della Confederazione CAF 2021-2022.
Il club ha concluso al 10º posto in campionato nella stagione inaugurale, raggiungendo la finale della Nedbank Cup e assicurandosi la qualificazione per la Coppa della Confederazione CAF 2022-2023.
La stagione 2022-2023 è iniziata in salita per i Gallants, che a gennaio 2023 si trovavano in fondo alla classifica, dopo una serie di otto partite senza vittorie e avendo vinto solo due partite da inizio stagione. La nomina di Dylan Kerr come capo allenatore ad interim ha segnato un iniziale cambiamento di rotta con otto partite senza sconfitte, ma non è bastata a evitare la retrocessione giunta all'ultima giornata di campionato con la sconfitta per 2-0 contro i Moroka Swallows e le conseguenti dimissioni dell'allenatore. D'altra parte, sotto la guida del britannico, i Gallants raggiunsero le semifinali della Coppa della Confederazione CAF.
Nel luglio 2024 il club acquisisce il titolo sportivo dal Moroka Swallows, tornando a militare in prima divisione, e annuncia il ritorno di Dylan Kerr come allenatore.

## Strutture

### Stadio
Disputa le gare interne al Free State Stadium di Bloemfontein.

## Statistiche e record

### Partecipazione ai campionati
Campionati su base nazionale
| Livello | Categoria               | Partecipazioni | Debutto   | Ultima stagione | Totale |
| ------- | ----------------------- | -------------- | --------- | --------------- | ------ |
| 1º      | Premier Division        | 3              | 2021-2022 | 2024-2025       | 3      |
| 2º      | National First Division | 1              | 2023-2024 | 2023-2024       | 1      |

### Partecipazione alle coppe
| Competizione              | Partecipazioni | Debutto   | Ultima stagione | Totale |
| ------------------------- | -------------- | --------- | --------------- | ------ |
| Coppa del Sudafrica       | 4              | 2021-2022 | 2024-2025       | 4      |
| Coppa di Lega sudafricana | 1              | 2024      | 2024            | 1      |

### Partecipazioni ai tornei internazionali
| Competizione                   | Partecipazioni | Debutto   | Ultima stagione | Totale |
| ------------------------------ | -------------- | --------- | --------------- | ------ |
| Coppa della Confederazione CAF | 2              | 2021-2022 | 2022-2023       | 2      |

## Organico

### Rosa 2025–26
Rosa aggiornata al 10 agosto 2025.
| N. |                          | Ruolo | Calciatore             |
| -- | ------------------------ | ----- | ---------------------- |
|    | Zimbabwe (bandiera)      | P     | Washington Arubi       |
|    | Nigeria (bandiera)       | P     | Daniel Akpeyi          |
|    | Sudafrica (bandiera)     | P     | Kopano Thuntsane       |
|    | Sudafrica (bandiera)     | D     | Mbhazima Rikhotso      |
|    | Sudafrica (bandiera)     | D     | Khumbulani Ncube       |
|    | Guinea-Bissau (bandiera) | D     | Ibrahima Aminata Condé |
|    | Sudafrica (bandiera)     | D     | Matome Trevor Mathiane |

| N. |                      | Ruolo | Calciatore                                        |
| -- | -------------------- | ----- | ------------------------------------------------- |
|    | Sudafrica (bandiera) | C     | Siyabonga Nhlapo                                  |
|    | Sudafrica (bandiera) | C     | Monde Mphambaniso                                 |
|    | Sudafrica (bandiera) | C     | Phathutshedzo Nange                               |
|    | Sudafrica (bandiera) | C     | Joseph Malongoane                                 |
|    | Sudafrica (bandiera) | C     | Marvin Sibusiso Sikhosana                         |
|    | Sudafrica (bandiera) | C     | Mbulelo Wagaba                                    |
|    | Sudafrica (bandiera) | C     | Dimakatso Mashao Template:Calciatore in rosa/alto |
|    | Malawi (bandiera)    | A     | Gabadinho Mhango                                  |
|    | Zimbabwe (bandiera)  | A     | Daniel Msendami                                   |
|    | Sudafrica (bandiera) | A     | Christopher Sekela                                |
|    | Zimbabwe (bandiera)  | A     | Junior Zindoga                                    |
|    | Namibia (bandiera)   | A     | Rewaldo Prins                                     |
|    | Sudafrica (bandiera) | A     | Obarate Shaun Morgan                              |